# Neve Bradbury
Neve Bradbury (Melbourne, 11 aprile 2002) è una ciclista su strada australiana che corre per il team Canyon-SRAM Racing. Professionista dal 2021, ha vinto una tappa e la classifica giovani al Giro d'Italia 2024, piazzandosi anche terza in classifica generale.

## Palmarès
- 2024 (Canyon-SRAM Racing, due vittorie)

3ª tappa Giro di Svizzera (Vevey › Champagne)
7ª tappa Giro d'Italia Women (Lanciano › Blockhaus)

### Altri successi
- 2022 (Canyon-SRAM)

Classifica giovani Tour of Scandinavia
- 2023 (Canyon-SRAM)

Classifica giovani Thüringen Ladies Tour
- 2024 (Canyon-SRAM Racing)

Classifica giovani UAE Tour
Classifica giovani Giro di Svizzera
Classifica giovani Giro d'Italia Women
Premio combattività Giro d'Italia Women

## Piazzamenti

### Grandi Giri
- Giro d'Italia

2022: 10ª
2023: ritirata (9ª tappa)
2024: 3ª
- Tour de France

2024: 32ª
- La Vuelta Femenina

2024: non partita (1ª tappa)

### Classiche
- Trofeo Alfredo Binda

2024: 27ª
- Freccia Vallone

2023: ritirata
- Liegi-Bastogne-Liegi

2024: 11ª

### Competizioni mondiali
- Campionati del mondo su strada

Zurigo 2024 - In linea Elite: 15ª
Zurigo 2024 - In linea Under-23: 2ª
- Campionati del mondo gravel

Brabante fiammingo 2024 - Elite: 105ª

### Competizioni continentali
- Campionati oceaniani su strada

Railton 2019 - In linea Junior: 3ª
Railton 2019 - Cronometro Junior: 7ª